# فيكتور هيريرا بيجوت
فيكتور هيريرا بيجوت (بالإسبانية: Víctor Herrera Piggott) هو لاعب كرة قدم بنمي في مركز نصف الجناح، ولد في 18 أبريل 1980 في بنما. شارك مع منتخب بنما لكرة القدم. أما مع النوادي، فقد لعب مع نادي ديبورتيفو تولوكا ونادي ميلوناريوس ونادي نيكاكسا.

## وصلات خارجية
- فيكتور هيريرا بيجوت على موقع قاعدة بيانات كرة القدم.إي يو (الإنجليزية)
- فيكتور هيريرا بيجوت على موقع ناشيونال فوتبول تيمز (الإنجليزية)
- فيكتور هيريرا بيجوت على موقع Soccerway.com (الإنجليزية)